# ラリー・ポーランド

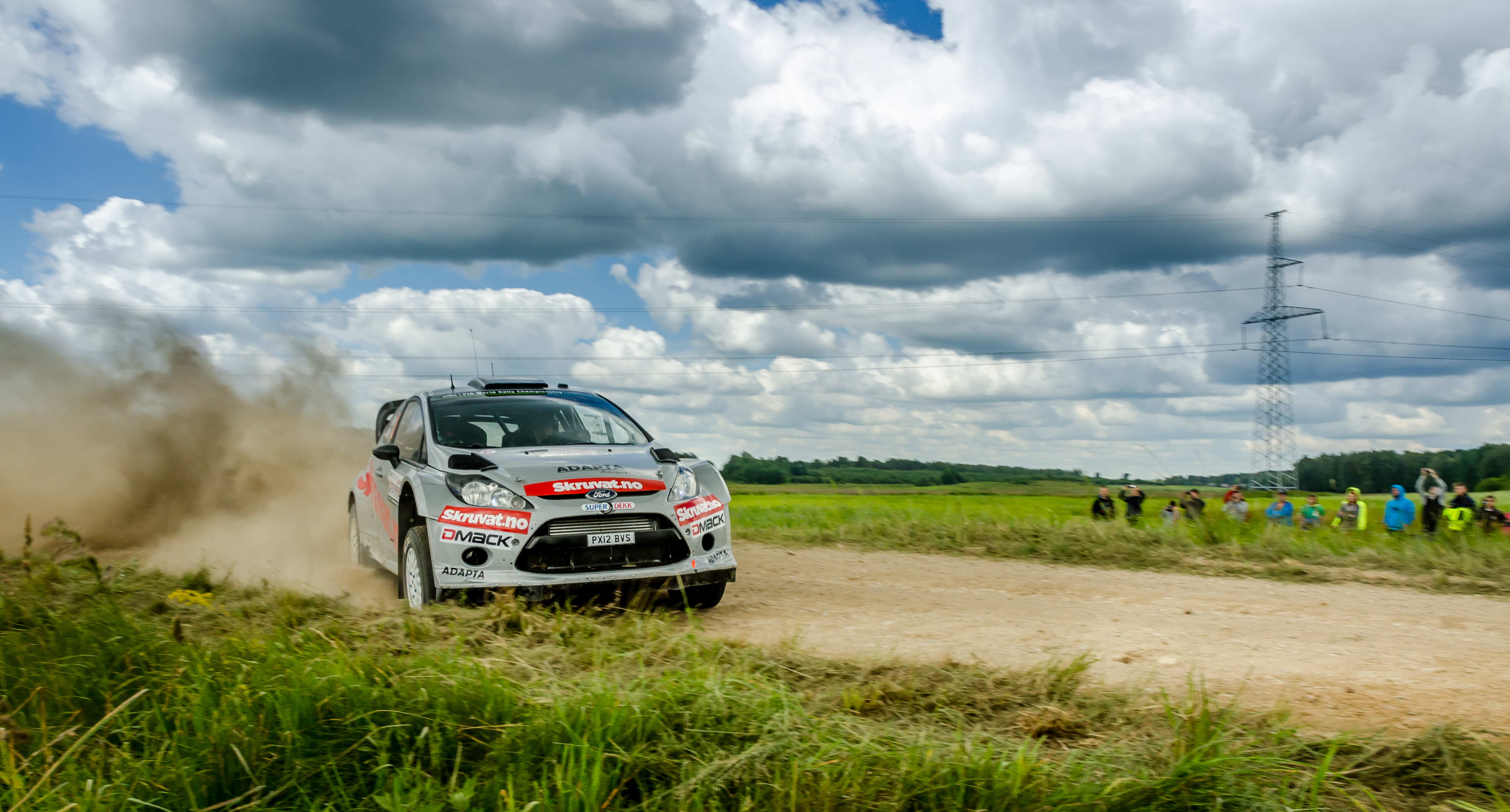

ラリー・ポーランド（Rally Poland,波: Rajd Polski）は、ポーランドで開催される世界ラリー選手権（WRC）のイベント。

## 歴史
ラリー・ポーランドは1921年に創設され、ラリー・モンテカルロ（1911年創設）に次ぐ長い歴史を持つ。WRC初年度の1973年シーズンのカレンダーに加わったが、翌年以降は国内選手権やヨーロッパラリー選手権 (ERC) の1イベントとして行われていた。
2009年に36年ぶりにWRCに復帰し、翌年再びカレンダーから外れるも、財政難のアクロポリス・ラリーに代わって2014年に再々復帰した。WRCに参戦した地元の英雄ロバート・クビカが招致活動に協力した。その後は2017年までWRCラウンドとして開催されたが、観客整理などの運営面に問題があり、2018年はERCとしての開催に戻った。

## 特徴
ポーランド北東部、首都ワルシャワから北に250km離れたマズールィ湖水地方（Pojezierze Mazurskie）にあるリゾート地ミコワイキを中心に開催される。2014年は国境を跨いだ隣国リトアニアにも一部のステージが設定された。
ERC時代はターマックイベントだったが、WRCではグラベルイベントに様変わりした。田園地帯の農道を利用したルートは平均時速が120km/hを超え、次戦ラリー・フィンランドとともに夏の高速グラベル連戦となっている。ただし、フィンランドに比べると路面が柔らかく、轍（わだち）ができやすい。また、コース脇の草でコーナーの視界が遮られるため、インカットには注意が必要。

## 歴代優勝者
| 年     | 優勝者                       | 車輌                              |
| ------ | ---------------------------- | --------------------------------- |
| 2005年 | クシシトフ・ホウォフチツ     | スバル・インプレッサ N11          |
| 2006年 | レシェック・クザイ           | スバル・インプレッサ N12          |
| 2007年 | オスカー・スヴェルンド       | スバル・インプレッサ N12          |
| 2008年 | ミハウ・ベンベネク           | 三菱・ランサーエボリューション IX |
| 2009年 | ミッコ・ヒルボネン           | フォード・フォーカスWRC 09        |
| 2010年 | カイェタン・カイェタノヴィチ | スバル・インプレッサ STR09        |
| 2011年 | カイェタン・カイェタノヴィチ | スバル・インプレッサ STR09        |
| 2012年 | エサペッカ・ラッピ           | シュコダ・ファビア S2000          |
| 2013年 | カイェタン・カイェタノヴィチ | フォード・フィエスタ R5           |
| 2014年 | セバスチャン・オジェ         | フォルクスワーゲン・ポロ R WRC    |
| 2015年 | セバスチャン・オジェ         | フォルクスワーゲン・ポロ R WRC    |
| 2016年 | アンドレアス・ミケルセン     | フォルクスワーゲン・ポロ R WRC    |
| 2017年 | ティエリー・ヌービル         | ヒュンダイ・i20 WRC               |
| 2024年 | カッレ・ロバンペラ           | トヨタ・GRヤリス ラリー1          |